# Jødisk begravelsesplads
En jødisk begravelsesplads (Hebr. בית עלמין "Beit Almin", el. "det evige hus") er et hvilested for de døde på linje med kristne  kirkegårde. Alle jødiske begravelsespladser er ”til varig benyttelse”, dvs. de må efter jødisk tradition aldrig sløjfes.
De tidlige jødiske begravelsespladser lå uden for byerne. I begyndelsen blev de døde begravet med hovedet rettet mod Jerusalem, men det ændredes. Gravstenene blev i tiden omkring Haskalah indhugget både på hebraisk og det lokale sprog. På dette tidspunkt var mange familiegravstene mere ekstravagante end tilsvarende kristne.
På en jødisk gravsten er der foruden navn og dato, der for det meste er skrevet på hebraisk, også en inskription over selve navnet. Enten står det פּ״נ eller פּ״ט. Det er en hebraisk forkortelse for "Her hviler..." 
En almindelig jødisk tradition er at lægge en småsten på gravstenen. Ifølge traditionen er det for at vise, at nogen har besøgt graven. 
Under nazismen blev mange jødiske gravsteder slettet.
De største jødiske begravelsespladser i Europa er den nye jødiske begravelsesplads i Łódź og begravelsespladsen i Weissensee i Berlin.
De ældste jødiske begravelsespladser i Danmark er Mosaisk Nordre Begravelsesplads i Møllegade på Nørrebro i København (1693), den mosaiske begravelsesplads i Fredericia (ca. 1700) og den tilsvarende i Nakskov (ca. 1700).